# Палау Павай (Острів Алігаторів)
Палау Павай, також відомий як Острів Алігаторів у колоніальні часи , — це острів площею 182,000 м2, який розташований у зоні бойових стрільб Збройних сил Сінгапуру . Він розташований біля південно-західного узбережжя Сінгапуру, між Палау Судонг на півночі та Палау Сатуму на півдні. Це один із трьох островів, які належать Збройним силам Сінгапуру для навчань з бойовою стрільбою, інші два – Палау Судонг і Палау Сенанг .

## Район бойової стрільби (Південні острови)
З 9 червня 1989 року острів разом із Палау Сенанг і Палау Судонг, ці три острови, утворили зону військових тренувань південних островів Збройних сил Сінгапуру та зону бойових стрільб.  Як і на всіх інших військових об’єктах у країні, вся зона бойових стрільб суворо заборонена для відвідування всіх цивільних осіб у будь-який час дня та ночі. 
Острів використовується в основному як полігон для стрільби бойовими боєприпасами як з повітря, так і з землі. Військово-повітряні сили та військово-морські сили Республіки Сінгапур використовують острів по черзі . 
Ліси Паваї здебільшого на острові не пошкоджені, також на острові є багате біорізноманіття коралових рифів, особливо окраїнних рифів . 

## Етимологія
Назва острова "Pawai" означає кортеж ( фр. procession, retinue ) або свита раджі, ймовірно, названий так через те, що на цьому острові зупинялася свита раджі. 